# Dina Garipova
Dina Fagimovna Garipova (russisk: Дина Фагимовна Гарипова, tr. Dina Fagimovna Garipova; født 25. maj 1991 i Tatarstan, Rusland) er en russisk sanger, der repræsenterede Rusland til Eurovision Song Contest 2013 i Sveriges 3. største by Malmø. Hun optrådte med sangen "What If" (dansk: "Hvad nu hvis"; engelsk: "What If"; russisk: "Что, если...").